# الخطوط العريضة لهندسة التحكم
هندسة التحكم: تستخدم أجهزة استشعار لقياس أداء مخرجات الجهاز وهذه القياسات يمكن استخدامها لإبداء الرأي في المحركات للوصول إلى الأداء المطلوب. بمعنى آخر هندسة التحكم تعني تصميم جهاز يمكنه العمل وأخذ القرار من دون الحاجة إلى تدخل الإنسان من أجل التصحيح ولتوجيه (التحكم الآلي). مثل جهاز تنظيم السرعة في السيارات).

## الفروع
- تحكم متكيف.
- نظرية التحكم: فرع متعدد التخصصات من الهندسة والرياضيات التي تتعامل مع سلوك الأنظمة الديناميكية. الهدف من نظرية التحكم هو حساب وإيجاد الحلول الصحيحة والمناسبة من قبل وحدة التحكم التي تؤدي إلى استقرار النظام.
- تحكم الرقمي.
- تحكم في تشكيل الطاقة.
- تحكم بالمنطق الضبابي.
- نحكم في حاسوب هجين.
- تحكم ذكي.
- تحكم استشرافي.
- تحكم متعددة المتغيرات.
- تحكم جهاز عصبي.
- تحكم لاخطي.
- تحكم أمثل.
- تحكم وقت حقيقي.
- تحكم قوي.
- السيطرة العشوائية.

## المفاهيم الرياضية
- تحليل مركب.
- معادلة تفاضلية.
- جبر خطي.
- نظرية النظم التحريكية.
- مصفوفة (رياضيات).
- تحليل حقيقي.
- حساب المتغيرات.

## خصائص النظام
- مخطط بود.
- مخطط بياني.
- قابلية التحكم.
- الدالة التحويلية للحلقة الكهربائية المغلقة.
- تحويل فورييه.
- أستجابة التردد.
- تحويل لابلاس.
- ارتجاع سلبي.
- قابلية الملاحظة.
- أداء فني.
- ارتجاع إيجابي.
- نظرية محل الجذر.
- آلية منظمة.
- رسمة تدفق الإشارة.
- تمثيل فضاء الحالة.
- نظرية الاستقرار.
- تحليل وتصميم حالة ثابتة.
- نظام ديناميات.
- دالة تحويل.

## تحكم رقمي
- إشارة متقطعة.
- معالجة رقمية للإشارة.
- تكميم (معالجة الإشارات).
- برمجيات حساب الوقت الحقيقي.
- بيانات عينة (إحصاء).
- تعرف على النظم.
- تحويل زد.

## تقنيات متقدمة
- شبكة عصبونية اصطناعية.
- نظرية درجة المخطط.
- إعادة ضبط السيطرة.
- نظام توزيع الخصائص.
- نظام السيطرة الجزئية.
- منطق ضبابي.
- تشكيل دائرة لا نهائية.
- قيمة هانكل الفريدة.
- مرشح كالمان.
- نظرية كرينيرس.
- مربعات دنيا.
- أستقرارية يابونوف.
- إستجابة حلقة طفيفة.
- نظرية التحكم الإدراك الحسي.
- تحكم فيكتور.
- ملاحظ الحالة.

## الأدوات
- لابفيو
- ماتلاب
- سيميولينك

## التحكم
- نظام مضمن.
- نظرية التحكم.
- تحكم رقمي باستخدام الحاسوب.
- متحكم تناسبي تكاملي تفاضلي.
- جهاز تحكم منطقي قابل للبرمجة.

## تطبيقات المراقبة
- تشغيل آلي وتحكم عن بعد.
- نظام تحكم موزع.
- محرك كهربائي.
- نظام تحكم صناعي.
- هندسة ميكاترونيات.
- التحكم في الحركة.
- التحكم في المعالج.
- روبوتية.
- سكادا.

## الأشخاص أصحاب التأثير في هندسة التحكم
- قائمة الأشخاص في النظم والتحكم

## وصلات خارجية
- This outline displayed as a mindmap, at wikimindmap.com
- Control Labs Worldwide
- The Michigan Chemical Engineering Process Dynamics and Controls Open Textbook